# Crisi financera letona de 2008-2009

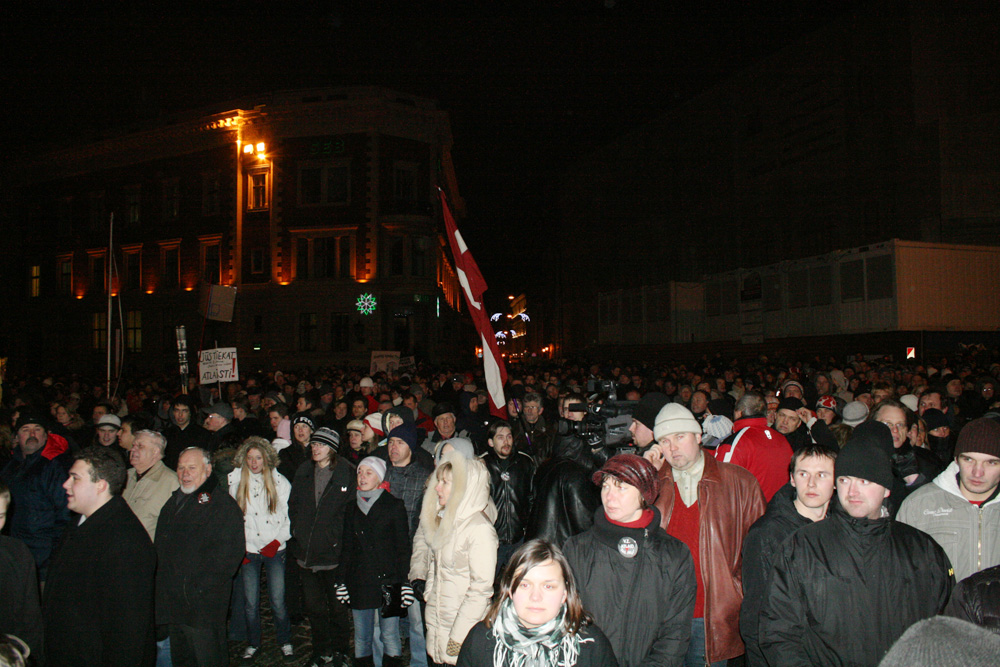
Disturbis de Riga 13 de gener de 2009.

La crisi financera letona de 2008-2009, part de la recessió global 2008-2012, és una important crisi econòmica i política que va succeir a Letònia, principalment entre els anys 2008 i 2009. Des del 2010, l'activitat econòmica s'ha recuperat i la taxa de creixement econòmic de Letònia va ser la més ràpida entre els estats membres de la Unió Europea en els tres primers trimestres del 2012.

## Desenvolupament
L'any 2008, després d'anys d'expansió econòmica, l'economia letona va prendre un dels declivis més aguts del món, decreixent en l'últim trimestre de 2008 en un 10,5%. El 8 de setembre de 2008 Letònia es va declarar en recessió, ja que el PIB va caure del 0,2% en el segon trimestre després d'una caiguda del 0,3% en el primer trimestre.
El 13 de gener de 2009, es van veure els pitjors disturbis des del col·lapse de la Unió Soviètica després que més de 10.000 persones sortissin a protestar a la capital, Riga, pel mal manejament de la crisi per part del govern. El febrer de 2009, el Govern letó va demanar al Fons Monetari Internacional i a la Unió Europea un préstec d'emergència per valor de 7.500 milions d'euros, mentre que al mateix temps el govern nacionalitzava el segon banc més gran del país.
Posteriorment, a causa de les preocupacions per la fallida, Standard & Poor's va rebaixar la qualificació creditícia de Letònia al grau de «no-inversió» BB+, o "escombraries". A més a més, la seva qualificació es va posar en perspectiva negativa, el que va indicar una possible nova reducció d'aquesta. El 20 de febrer, el govern de coalició letó encapçalat pel Primer ministre Ivars Godmanis va col·lapsar.
De desembre a gener, la taxa de desocupació va augmentar en un 1,3%, assolint el 8,3%. Cap a març la desocupació es va elevar fins a 16,1%. Al juny va augmentar a 17,2% el segon més alt després d'Espanya. S'esperava que l'economia letona es contregui prop d'un 12% el 2009.
Tanmateix el 2010 els comentaristes van observar signes d'estabilització a l'economia letona. L'agència de qualificació Standard & Poors va elevar la seva perspectiva sobre el deute de Letònia de negativa a estable. El compte corrent de Letònia, que havia estat en dèficit d'un 27% a la fi de 2006 estava en superàvit al febrer de 2010.
El juny de 2012 el Fons Monetari Internacional i el seu director gerent, Christine Lagarde va elogiar els assoliments de Letònia en posar ordre en l'economia del país, i va recalcar que Letònia havia de completar tres tasques més: l'esforç per entrar a la zona euro, la promoció de la competitivitat econòmica i reduir la desigualtat social. Lagarde va arribar a la conclusió que mitjançant l'aplicació del seu programa de préstecs internacionals, Letònia ha demostrat que pot ésser poderosa i disciplinada.